# 离形得似
离形得似由晚唐诗人司空图在其诗歌理论著作《二十四诗品·形容》中提出：“绝伫灵素，少回清真。如觅水影，如写阳春。风云变态，花草精神。海之波澜，山之嶙峋。俱似大道，妙契同尘。离形得似，庶几斯人。”探讨了诗歌美学创作中的形神关系，即不拘泥于外形相似，甚至通过对表现对象的变形传达其内在神韵。对后世诗学形神理论产生影响。